# Tuomas Tarkki
Tuomas Sakari Tarkki (* 28. února 1980 v Raumě) je finský hokejový brankář, který v sezóně 2016/17 působil v týmu BK Mladá Boleslav v české extralize. Jeho bratr Iiro je také profesionální hokejový brankář

## Kariéra
Tarkki hrál od sezony 2006-07 do roku 2010 za Kärpät Oulu v finské SM-lize, poté, co strávil sezonu 2005/06 v American Hockey League v klubu Chicago Wolves, kde odchytal 31 utkání, a  Gwinnett Gladiators v ECHL.
V roce 2010 přestoupil do MODO Hockey ve švédské Elitserien. V červnu 2011 získal kontrakt u Neftěchimiku Nižněkamsk z Kontinentální Hokejové Ligy.
V mládežnických kategoriích chytal za Rauman Lukko.

## Úspěchy a ocenění
| - 2007 finský šampion s Kärpät Oulu - 2007 Urpo-Ylönen Trophy - 2008 finský mistr s Kärpätem Oulu - 2008, Jari-Kurri Trophy | - V Roce 2008, Urpo-Ylönen Trophy - V roce 2008, v SM-liiga All-Star Týmu - V roce 2009, finský vicemistr s Kärpät Oulu |